# Nationaal park Shahdag
Het Nationaal park Shahdag (Azerbeidzjaans: Şahdağ Milli Parkı) is een nationaal park in Azerbeidzjan dat is opgericht op 8 december 2006. met een oppervlakte van 130.508 ha is het het grootste nationaal park van de Kaukasus. Het is gelegen in de Grote Kaukasus in het noorden van Azerbeidzjan, bij de grens met Rusland.
Het doel van het nationaal park is behoud en herstel van de bossen en graslanden in het hooggebergte, met inbegrip van de planten- en diersoorten en de bodem. Daarnaast zijn doelstellingen het faciliteren van wetenschappelijk onderzoek, het handhaven van de milieukwaliteit, het geven van natuur- en milieueducatie en het mogelijk maken van ecotoerisme. Op 5 juli 2010 werd het uitgebreid van 115.895 ha tot 130.508 ha.

## Geografie
De hoogteverschillen van het gebied hebben een grote klimatologische diversiteit tot gevolg die samen met de vruchtbaarheid van de bodem tot een rijke flora en fauna heeft geleid. Hierdoor, en door het gevarieerde reliëf, is ook een landschappelijk aantrekkelijk gebied ontstaan.

## Flora
Loofbos en alpiene graslanden zijn karakteristiek voor het gebied, terwijl steppe en naaldbos vrijwel ontbreken. Vooral eiken komen veel voor in het park. Quercus cataneifolia overheerst in de vochtige delen van het park en Quercus anatolica in de drogere delen. Naast deze boomsoorten vinden we ook onder meer Carpinus caucasica en Carpinus orientalis, Acer laetum en Acer pseudoplatanus, Fraxinus excelsior, Populus nigra, Sorbus torminalis, Prunus mahleb, Pyrus caucasica, Malus orientalis en Cornus avellana.
In de hogere delen van het park (tussen 1300-1600 meter) vinden we niet de bomen van de Eiken-Haagbeukenbosgemeenschap Querco–Carpinetum maar van de Eiken-beukenbosgemeenschap Querco–Fagetum met onder meer Fagus orientalis, Populus tremula, Prunus divaricata, Fraxinus coriarifolia, Pyrus caucasica, Sambucus nigra, Lonicera caucasica en Viburnum opalus.

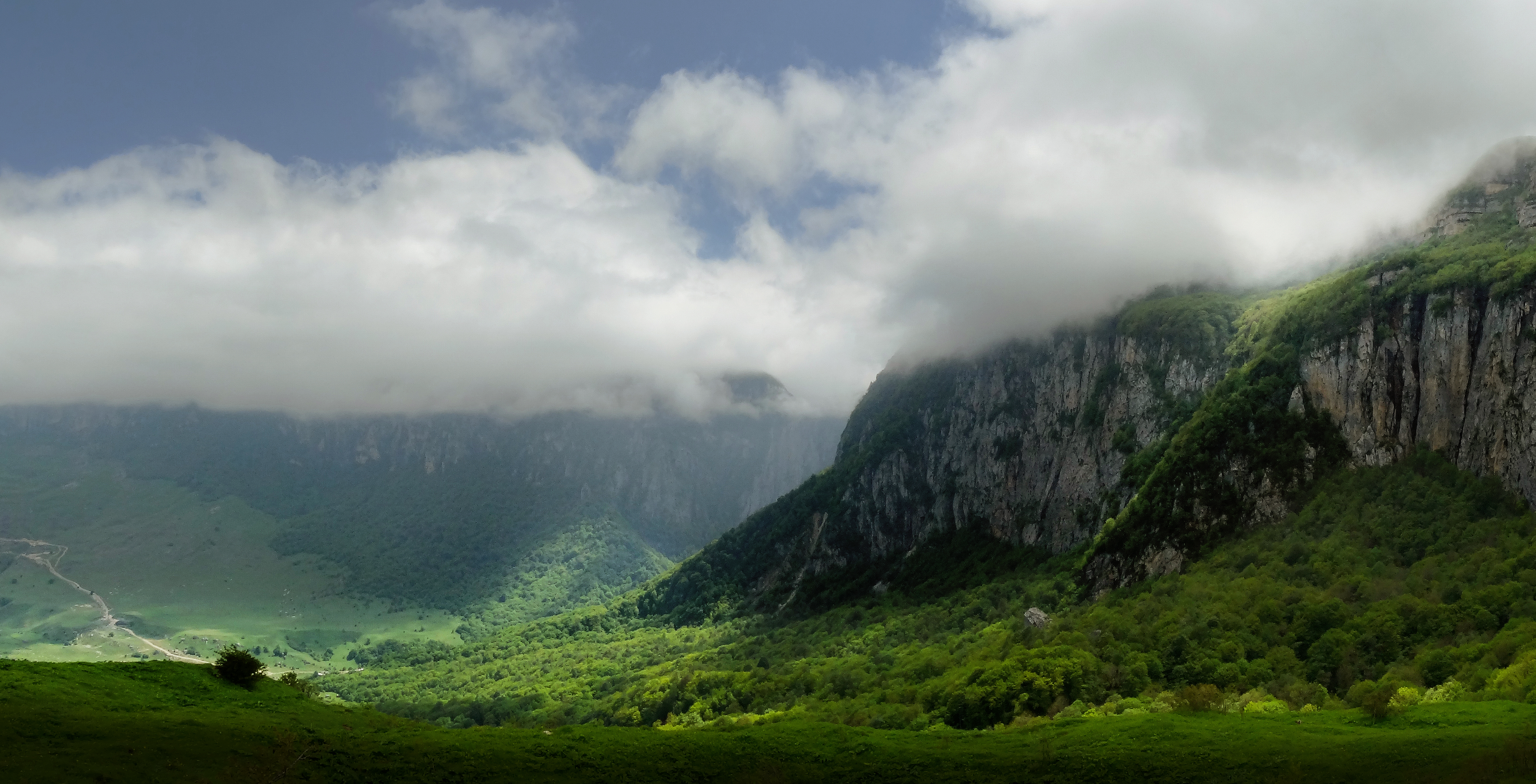
Deel van het park in het district Quba
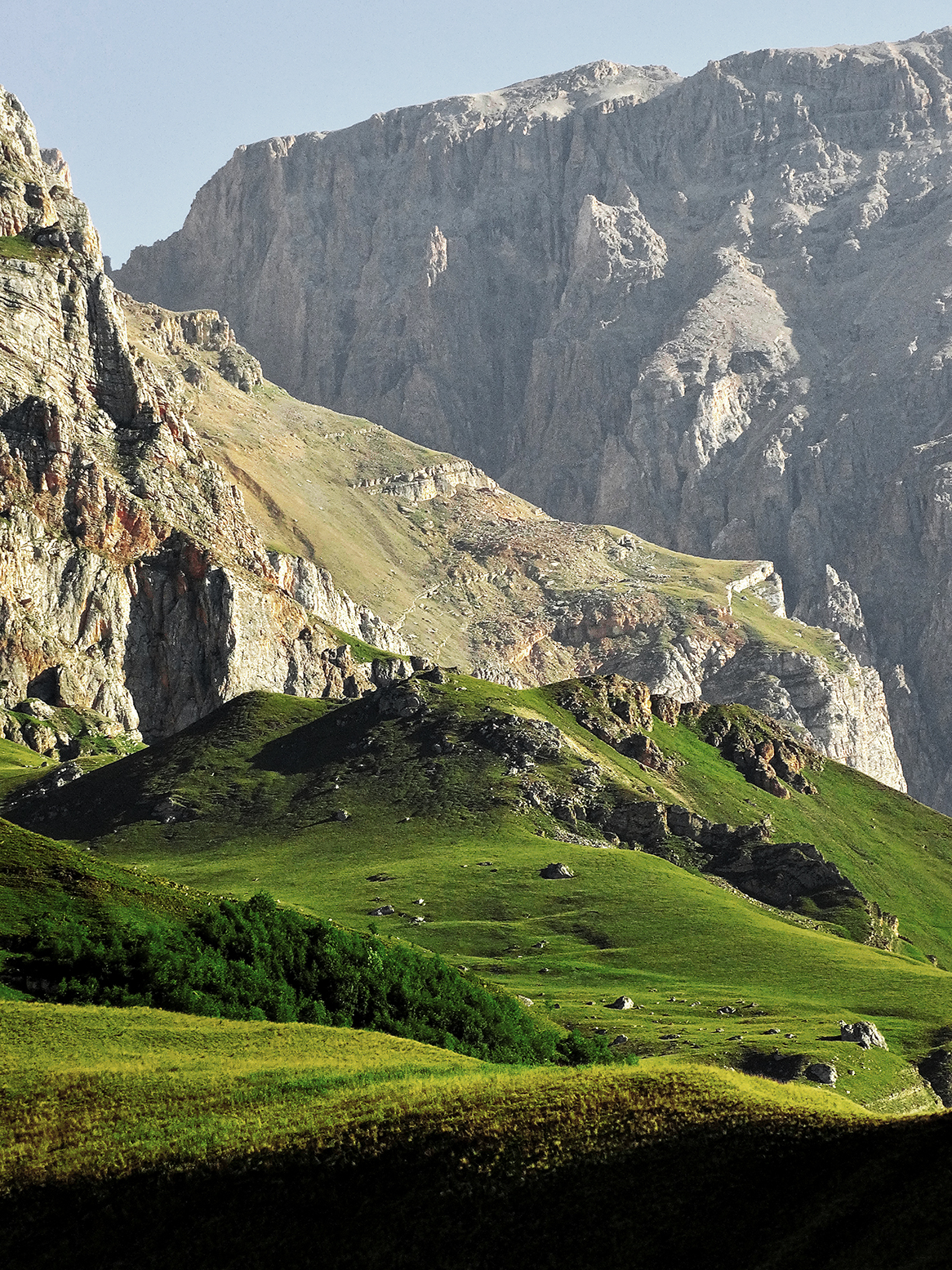
Rotsformaties bij Qusar
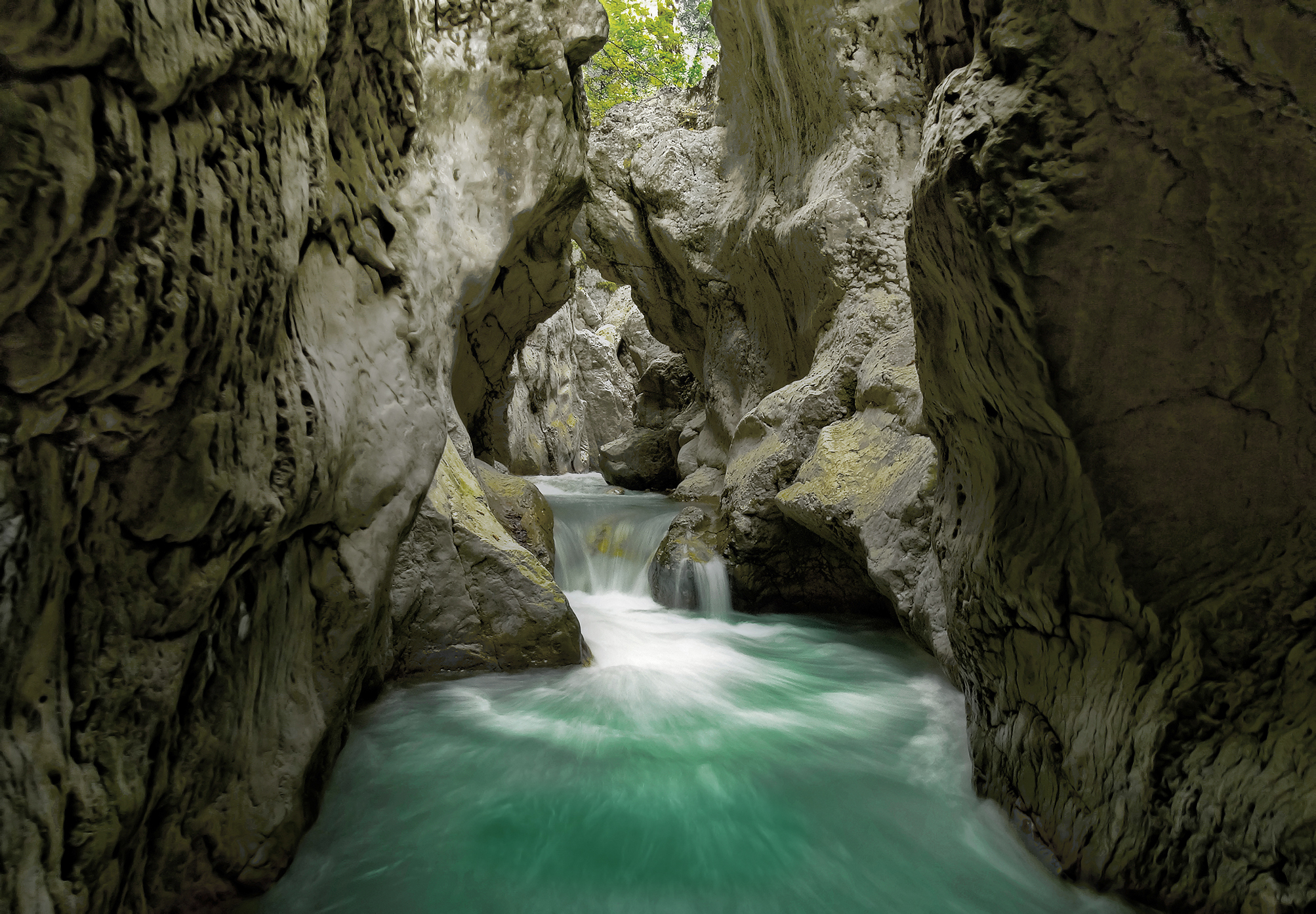
Snelstromend riviertje in een kloof in het park

## Fauna
Tot de fauna van het gebied behoren dieren die elders vrij zeldzaam zijn, zoals de beer, wolf en lynx. Daarnaast leven er (uitgezette) wisenten.